# Bílá sláva
Bílá sláva (v anglickém originále White Famous) je americký komediální televizní seriál v hlavní roli s Jayem Pharoahem. Scénář k prvnímu dílu napsal Tom Kapinos a režíroval jej Tim Story. Seriál vypráví příběh herce Floyda Mooneyho, který je inspirován životem Jamieho Foxxe, jenž v seriálu také hostuje. Premiéra úvodního dílu proběhla 15. října 2017.
Dne 29. prosince 2017 byl seriál po první řadě zrušen.

## Obsazení
- Jay Pharoah jako Floyd Mooney
- Utkarsh Ambudkar jako Malcolm
- Cleopatra Coleman jako Sadie Lewis
- Jacob Ming-Trent jako Ron Balls
- Lonnie Chavis jako Trevor Mooney
- Meagan Good jako Kali
- Stephen Tobolowsky jako Stu Beggs
- Natalie Zea jako Amy Von Getz
- Michael Rapaport jako Teddy Snow
- Jack Davenport jako Peter King
- Lyndon Smith jako Gwen

## Seznam dílů
| Č. v seriálu | Původní název    | Režie             | Scénář                                                              | Premiéra v USA                                   |
| ------------ | ---------------- | ----------------- | ------------------------------------------------------------------- | ------------------------------------------------ |
| 1            | Pilot            | Tim Story         | námět: Tom Kapinos, Chris Spencer a Buddy Lewis scénář: Tom Kapinos | 29. září 2017 (online) 15. října 2017 (Showtime) |
| 2            | Heat             | Tim Story         | Tom Kapinos                                                         | 15. října 2017                                   |
| 3            | Woo              | Tim Story         | Tom Kapinos                                                         | 22. října 2017                                   |
| 4            | Appetites        | Ken Whittingham   | Tom Kapinos                                                         | 29. října 2017                                   |
| 5            | Life on Mars     | Millicent Shelton | Tom Kapinos                                                         | 5. listopadu 2017                                |
| 6            | Wolves           | Michael Lehmann   | Tom Kapinos                                                         | 12. listopadu 2017                               |
| 7            | Duality          | Seith Mann        | Tom Kapinos                                                         | 19. listopadu 2017                               |
| 8            | Make Believe     | Michael Lehmann   | Tom Kapinos                                                         | 26. listopadu 2017                               |
| 9            | Scandal          | Seith Mann        | Tom Kapinos                                                         | 3. prosince 2017                                 |
| 10           | Zero F**ks Given | Tim Story         | Tom Kapinos                                                         | 10. prosince 2017                                |